# 78 Dywizja Grenadierów Ludowych
78 Dywizja Grenadierów Ludowych, także: 78 Ludowa Dywizja Szturmowa (78. Volks-Sturm-Division) – jedna z niemieckich dywizji grenadierów ludowych z czasów II wojny światowej. 

## Historia
Utworzona w październiku 1944 roku z 78 Dywizji Grenadierów, jako 78 Dywizja Grenadierów Ludowych. Walczyła na terenie Galicji w składzie XI Korpusu SS z 17 Armii (Grupa Armii A). 
1 stycznia 1945 roku przemianowana w 78 Ludową Dywizję Szturmową (należy zwrócić uwagę, iż dywizja ta nie należała do Volkssturmu), walczyła w składzie 1 Armii Pancernej (Grupa Armii Środek) przeciwko Armii Czerwonej na terenie Górnego Śląska, Czech i Moraw. 
W maju 1945 roku dostała się do niewoli radzieckiej.

## Dowódca dywizji
- generał major Harald von Hirschfeld (poległ w styczniu 1945 roku w wyniku nalotu)

## Skład
- 14 pułk szturmowy
- 195 pułk szturmowy
- 215 pułk szturmowy
- 78 batalion fizylierów
- 178 pułk artylerii
- jednostki dywizyjne o numerze 178